# Samuel Rogers

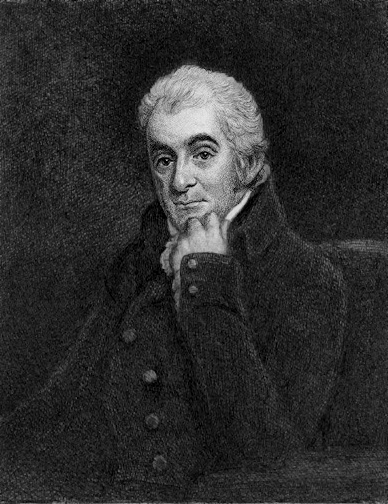
Samuel Rogers.

Samuel Rogers, född den 30 juli 1763 i London, död där den 18 december 1855, var en engelsk skald.
Rogers blev delägare i sin fars bankiraffär, men ägnade sin ledighet åt poetiska värv. Han omgav sig med utsökta konstsamlingar, mottog som gäster samtidens bemärkta personligheter och understödde behövande författare. Rogers började med att efterbilda Goldsmith och Gray samt utgav 1792 lärodikten The pleasures of memory, det sista mera framstående alstret av den engelska klassicismens strävan att framställa vardagstankar i en förfinad och rikt utarbetad diktion. I An epistle to a friend (1798) utvecklade han sina begrepp om en harmonisk levnad, i sin ofulländade dikt Voyage of Columbus (1812) sökte han sammansmälta den gamla reflekterande skolan med den nya, måleriskt berättande, och hans Jacqueline (1814), den första av hans dikter, som vann allmänt bifall, står på fullt modern mark. Human life (1819) betecknar ett återvändande till betraktelsepoesien och har samma formfulländning som hans förstnämnda arbete, men ett rikare innehåll. Rogers största och mest intresseväckande alster är Italy (1821-1834; på blankvers), med mera enkelt språk, uddigare betraktelser och många synnerligen välgjorda skildringar; bekantast torde det ställe vara, som handlar om Byron. Rogers samlade diktverk är flera gånger utgivna. Hans Recollections utgavs 1857 och hans Table talk (med många bitande infall) 1856.